# Miket

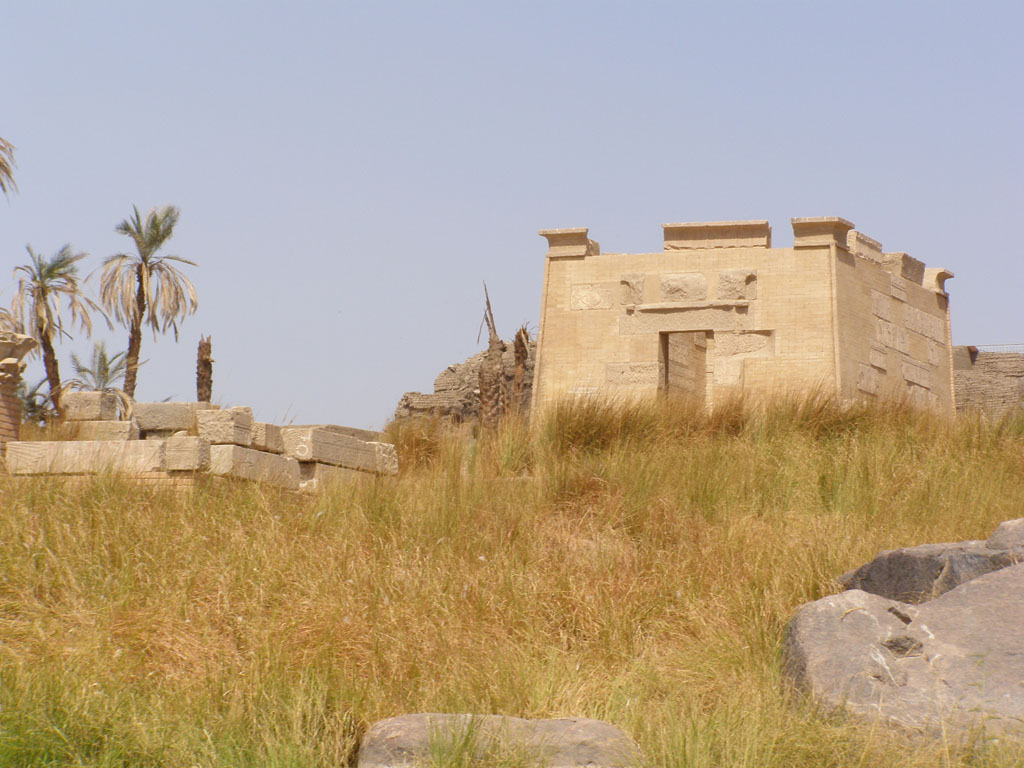
Rovine del Tempio di Khnum a Elefantina, sede del culto di Miket.

Miket è una divinità egizia appartenente alla religione dell'antico Egitto, dea d'origine nubiana venerata localmente nell'Alto Egitto come patrona della regione di  Elefantina e dell'Isola di Sehel. Storicamente, fece la sua comparsa durante il Medio Regno, sotto la XIII dinastia egizia (XVIII - XVII secolo a.C.), appunto a Elefantina, e precisamente in una cappella del Santuario del divinizzato funzionario Hekaib. Nel locale Tempio di Khnum, durante il Nuovo Regno, fu menzionata una sola volta durante il regno di Hatshepsut (1478 - 1458 a.C.), in riferimento al predecessore Thutmose II: "Thutmose II, amato da Miket, nell'Alta Nubia [...]". Unitamente a Satet, Miket fu annoverata fra le divinità, originarie della zona di Elefantina, connesse con le acque del Nilo e con il dio Khnum. Un'iscrizione del faraone Ahmose II (570 - 526 a.C.), della XXVI dinastia egizia, presso il tribunale del Tempio di Satet all'Elefantina recita: "Ahmose amato da Miket, adorata a Elefantina, signora dei cieli". 